# Jonathan E. Ingersoll
Jonathan Edwards „Jon“ Ingersoll (* 1949) ist ein US-amerikanischer Wirtschaftswissenschaftler und Finanzmathematiker.

## Werdegang, Forschung und Lehre
Ingersoll studierte am Bostoner Massachusetts Institute of Technology. Nachdem er 1971 seinen Bachelor of Science und 1973 seinen Master of Science erreicht hatte, folgte sein Ph.D.-Studium an der Hochschule. Dieses beendete er 1976. Ingersoll ging zunächst an die University of Chicago, später folgte er einem Ruf der Yale University. 1981 erhielt er ein Forschungsstipendium der Alfred P. Sloan Foundation (Sloan Research Fellowship).
Insbesondere in den 1980er Jahren machte sich Ingersoll einen Namen im Bereich der Finanzwissenschaft, als er verschiedene Beiträge zur mehrperiodigen Assetbewertung veröffentlichte. Dabei fokussierte er sich im Wesentlichen auf die Preisfindung für Optionen und Futures sowie die Beschreibung der zugrundeliegenden Zinsstrukturkurve. Besonders das in Zusammenarbeit mit John Carrington Cox und Stephen Ross entwickelte Cox-Ingersoll-Ross-Modell, bei dem ein Wurzel-Diffusionsprozess zur Beschreibung der Entwicklung der kurzfristigen Zinssätze verwendet wurde, entwickelte sich zu einem Standardmodell am Markt. 